# لورنا ويب
لورنا ويب (بالإنجليزية: Lorna Webb)‏ هي دراجة بريطانية، ولدت في 26 مايو 1983.